# Comenius Szakgimnázium és Szakközépiskola
A pécsi Comenius Szakközépiskola és Humánszolgáltató Központot Kozma Béla tanár, tanügyigazgatási szakértő, vállalkozó alapította 1995-ben. A megye székhely belvárosában található intézmény 1100 diákja 32 szakon folytat középfokú, emelt szintű vagy felsőfokú tanulmányokat. A Váradi Antal utcában található iskolába felvételi nincsen a túljelentkezés esetén az érettségi vizsga eredménye dönt. Csaknem valamennyi képzés tandíjmentes.
Az első pécsi magán középiskola működtetője a Didactica Magna alapítvány. Az intézmény nevét a Didactica Magna című könyv írójáról, Johannes Amos Comenius (1592–1670) cseh pedagógusról kapta, akit „a nemzetek tanítója”-ként is szokás említeni. Ő tekinthető az első modern pedagógusnak.
A pécsi iskola nem összetévesztendő a Comenius Gazdasági Szakközépiskolával (Székesfehérvár), sem a Comenius Egyetemmel (Pozsony), sem az Eszterházy Károly Egyetem Comenius Karával (Sárospatak).

## Szakképzések

### Emelt szintű szakképzések
- családpedagógiai mentor (1 éves képzés)
- fogtechnikus (3 éves képzés)
- gerontológiai gondozó (2 éves képzés)
- gyermekotthoni asszisztens (2 éves képzés)
- gyógypedagógiai asszisztens (2 éves képzés)
- idegen nyelvi titkár (2 éves képzés)
- idegenvezető (2 éves képzés)
- informatikai hálózattelepítő és üzemeltető (2 éves képzés)
- kisgyermekgondozó-nevelő (2 éves képzés)
- szociális gondozó, szervező (2 éves képzés)
- szociális, gyermek- és ifjúságvédelmi ügyintéző (2 éves képzés)
- utazás-ügyintéző (1 éves képzés)
- Ügyintéző titkár (2 éves képzés)

### Középfokú szakképzések
- gyógyszertári asszisztens (2 éves képzés)
- pénzügyi-számviteli ügyintéző (1,5 éves képzés)
- marketing- és reklámügyintéző (1 éves képzés)
- pedagógiai asszisztens (1 éves képzés)

### Felsőfokú szakképzések
- idegenforgalmi szakmenedzser
- vendéglátó szakmenedzser
- titkárságvezető
- számviteli szakügyintéző
- pénzügyi szakügyintéző
- banki szakügyintéző
- reklámszervező szakmenedzser
- csecsemő- és
- gyermeknevelő-gondozó

## Külső hivatkozások
- Az intézmény hivatalos oldala